# Ingegneria mineraria

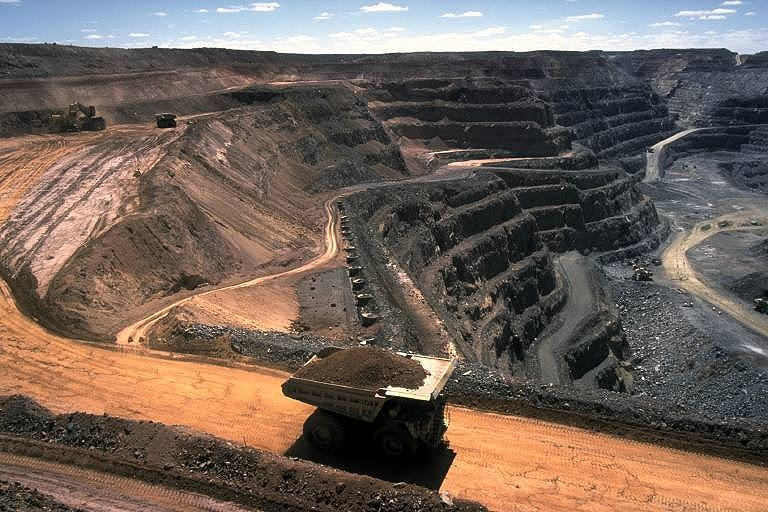
Miniera di carbone a cielo aperto con un camion da miniera in primo piano

L'ingegneria mineraria è una branca dell'ingegneria che riguarda le tecniche di prospezione, estrazione, trasporto e trattamento delle materie prime minerali (solidi, fluidi, gassosi) energetiche e non energetiche provenienti da un ambiente di tipo naturale. L'ingegneria mineraria è associata a molte altre discipline, quali la lavorazione dei minerali e la metallurgia, la chimica industriale, la meccanica  applicata alle macchine, le macchine e i sistemi energetici, la meccanica dei fluidi, l'elettrotecnica, la geologia, la geotecnica, l'agrimensura. 
Un ingegnere minerario gestisce tutte le fasi delle operazioni minerarie – esplorazione e scoperta della risorsa minerale, lo studio di fattibilità, la progettazione della miniera (tecniche di scavo, impianti di ventilazione, impianti per la produzione di aria compressa, impianti di trasporto, impianti di trattamento e trasformazione delle materie prime minerali)  o degli impianti per la ricerca la produzione e il trasporto dei fluidi del sottosuolo (idrocarburi, fluidi geotermici, acque), lo sviluppo dei piani, la produzione e le attività fino alla chiusura della miniera.
Con il processo di estrazione mineraria, si genera una certa quantità di rifiuti e di materiali antieconomici che sono la fonte primaria dell'inquinamento nelle vicinanze degli impianti di estrazione (miniere - estrazione di fluidi nel sottosuolo - ecc.). Le attività minerarie per loro natura causano una perturbazione dell'ambiente naturale nel quale e intorno al quale sono localizzati i minerali. Gli ingegneri minerari devono perciò occuparsi non solo della produzione e della lavorazione dei prodotti minerari, ma anche della mitigazione dei danni all'ambiente sia durante sia dopo l'attività mineraria in conseguenza dei cambiamenti apportati all'area interessata.

## Storia
Dai tempi preistorici al presente, l'estrazione mineraria ha giocato un ruolo significativo nell'esistenza della razza umana. Fin dall'inizio della civiltà la gente ha usato la pietra e la ceramica e, in seguito, metalli trovati su o vicino alla superficie della Terra. Questi furono usati per fabbricare i primi utensili e le prime armi. Ad esempio, la selce di alta qualità trovata nella Francia settentrionale e nell'Inghilterra meridionale fu usata per accendere il fuoco e per rompere la roccia. Miniere di selce sono state trovate in aree cretose dove i filoni della pietra erano seguiti sottoterra da pozzi e gallerie. La più antica miniera nei registri archeologici è la Lion Cave ("Caverna dei Leoni") nello Swaziland. In questo sito, che il metodo del carbonio-14 indica essere antico di 43.000 anni, gli esseri umani paleolitici estraevano l'ematite minerale, che conteneva ferro ed era macinata per produrre il pigmento rosso ocra.
Gli antichi Romani furono innovatori dell'ingegneria mineraria. Essi svilupparono metodi di estrazione su larga scala, forse soprattutto l'uso di grandi volumi d'acqua portati alla galleria della miniera da numerosi acquedotti per l'abbattimento idraulico. La roccia esposta veniva poi attaccata appiccando incendi, che erano usati per riscaldare la roccia, che sarebbe stata raffreddata con un flusso d'acqua. Lo stress termico spaccava la roccia, consentendo di rimuoverla. In alcune miniere i Romani utilizzarono macchine azionate ad acqua come le ruote idrauliche inverse da sopra. Queste furono usate estesamente nelle miniere di rame presso il Rio Tinto in Spagna, dove una sequenza comprendeva 16 di tali ruote disposte a coppie, che sollevavano l'acqua a circa 24 m.
La polvere nera fu usata per la prima volta nell'attività mineraria a Banská Štiavnica, Regno di Ungheria (odierna Slovacchia) nel 1627. Questa permetteva l'abbattimento della roccia e della terra per allentare e rivelare le vene, il che era molto più veloce degli incendi. La rivoluzione industriale vide ulteriori progressi nelle tecnologie minerarie, compresi esplosivi migliorati e pompe, montacarichi e perforatrici a vapore finché rimasero sicure.

## Stipendio e statistiche
Secondo un sondaggio, sembra che gli ingegneri minerari in India stiano guadagnando stipendi relativamente alti in confronto a molte altre professioni. Lo stipendio medio per un ingegnere minerario in India è $15.250. Tuttavia, gli stipendi sono sempre in gran parte determinati dal livello di abilità, da dove ha sede l'organizzazione e per quale organizzazione si sta lavorando. In confronto agli stipendi degli ingegneri minerari che lavorano in altre regioni, come il Canada, gli Stati Uniti, l'Australia e il Regno Unito, quelli indiani sono i più bassi, tuttavia quando si confrontano stipendi da una regione all'altra, ci sono molti fattori che devono essere presi in considerazione, come il costo della vita, ecc. Negli Stati Uniti, si stima ci siano 6.630 ingegneri minerari occupati. Lo stipendio annuale medio per un ingegnere negli Stati Uniti è $90.070.

### Situazione In Italia
Per quanto riguarda l'Italia, da quando il corso di laurea in Ingegneria mineraria è stato soppresso dagli ordinamenti universitari statali nel 1989, non si hanno più statistiche relative a questo tipo di specializzazione. Con i progetti futuri riguardo la cosiddetta "Transizione energetica", che comporterà la necessità di reperire, trattare e trasformare quantità importanti di materie prime minerali anche critiche, negli ambienti professionali e non solo, inizia ad esserci molta preoccupazione sia per la riduzione - o addirittura la completa soppressione come è avvenuto in Italia - dei corsi universitari a forte specializzazione in ingegneria mineraria, sia per la riduzione di studenti interessati a questo tipo di specializzazione. A partire dall'anno accademico 2017/2018 il Politecnico di Torino ha riattivato un corso di Laurea magistrale in Ingegneria mineraria, al momento il solo sull'intero territorio nazionale.

## Esplorazione dei minerali
Il primo stadio dell'attività mineraria inizia con il processo di scoperta ed esplorazione del deposito minerale. Nel processo iniziale di esplorazione dei minerali, tuttavia, è preminente il ruolo dei geologi e degli agrimensori nello studio di prefattibilità della futura operazione mineraria. L'esplorazione dei minerali e la stima della riserva attraverso vari metodi di prospezione si fanno per determinare il metodo e il tipo di attività mineraria in aggiunta alla condizione di profittabilità.

## Scoperta delle materie prime minerali
Gli ingegneri minerari sono coinvolti nello stadio di scoperta delle materie prime minerali lavorando con i geologi per identificare una riserva. I tipi di prospezione utilizzati per scoprire un giacimento sono molteplici e complessi (gravimetrici - elettrici - elettromagnetici - sismici a riflessione e a rifrazione, ecc.) e dipendono dal tipo di materia prima che si vuole trovare. Una volta scoperto il giacimento, il primo passo è quello di fare delle misure specifiche per determinare ad esempio i tenori (minerali solidi) o le caratteristiche chimico-fische dei fluidi (Idrocarburi, fluidi endogeni, ecc.), la volumetria e la forma del giacimento. I geologi e gli ingegneri minerari fanno carotaggi e prove e conducono rilevazioni in superficie per composti e minerali specifici. Ad esempio, un ingegnere minerario e un geologo possono puntare su minerali metallici come la galena per il piombo o la calcopirite per il rame ecc.. Un ingegnere minerario può anche ricercare un non metallo come fosfato, quarzo, carbone, idrocarburi, ecc..
La scoperta può essere fatta a partire dalle ricerche su mappe di minerali, rapporti geologici accademici o rapporti geologici locali, statali e nazionali. Altre fonti d'informazione includono le analisi di proprietà, i carotaggi ottenuti con la perforazione di pozzi e il passaparola locale. La ricerca di minerali può comprendere anche le fotografie satellitari e aeree. A meno che l'esplorazione dei minerali non sia fatta su proprietà pubblica, i proprietari dei terreni possono svolgere un ruolo significativo nel processo di esplorazione ed essere gli scopritori originali del deposito minerale.

## Determinazione dei minerali
Dopo che un potenziale minerale è stato localizzato, l'ingegnere minerario determina poi le proprietà del minerale grezzo. Questo processo può richiedere l'analisi chimica del minerale per determinare la composizione del campione. Una volta che le proprietà del minerale sono state identificate, il passo successivo è determinare la quantità del minerale grezzo. Ciò implica determinare l'estensione del deposito nonché la purezza del minerale. L'ingegnere esegue carotaggi aggiuntivi per trovare i limiti del deposito o giacimento e calcola la quantità di materiale pregiato presente nel deposito.

## Studio di fattibilità
Una volta che l'identificazione del minerale e l'ammontare della riserva è stato ragionevolmente determinato, il passo successivo è determinare la fattibilità del recupero del deposito minerale. Uno studio preliminare poco dopo la scoperta del deposito esamina le condizioni mercato quali l'offerta e la domanda del minerale, l'ammontare di minerale grezzo che occorre spostare per recuperare una certa quantità di quel minerale, nonché l'analisi del costo associato all'operazione. Questo studio di prefattibilità determina le probabilità che il progetto minerario sia profittevole; se lo è allora si intraprende un'analisi più approfondita del deposito. Dopo che l'intera estensione del corpo minerale è conosciuta ed è stata esaminata dagli ingegneri, lo studio di fattibilità esamina il costo dell'investimento di capitale iniziale, i metodi di estrazione, il costo dell'impresa, la lunghezza stimata del tempo di recupero del capitale investito, il fatturato lordo e il margine di profitto netto, qualsiasi possibile prezzo di rivendita della terra, la vita totale della riserva, il valore totale della riserva, l'investimento in progetti futuri e il contratto del proprietario o dei proprietari del terreno. In aggiunta, si considerano l'impatto ambientale, le rivendicazioni, le possibili ramificazioni legali e tutti i permessi governativi. Questi passi dall'analisi determinano se l'azienda mineraria dovrebbe procedere con l'estrazione di minerali o se il progetto dovrebbe essere abbandonato. L'azienda mineraria può decidere di vendere i diritti sulla riserva a una terza parte piuttosto che sviluppare il progetto essa stessa, oppure la decisione di procedere con l'estrazione può essere posposta indefinitamente fino a quando le condizioni di mercato non diventino favorevoli.

## Operazione mineraria
Gli ingegneri minerari che lavorano in una miniera o in un impianto per l'estrazione di fluidi nel sottosuolo, possono svolgere varie funzioni: possono occuparsi del processo estrattivo per il miglioramento delle operazioni, l'ulteriore esplorazione dei minerali e la capitalizzazione delle operazioni determinando in quale parte della miniera aggiungere attrezzature e personale. L'ingegnere minerario può lavorare anche nella supervisione e nella gestione, o come addetto alle vendite di attrezzature e minerali. Oltre nell'ingegneria e nelle operazioni minerarie in senso stretto, l'ingegnere minerario può lavorare anche come responsabile di ambiente, salute e sicurezza o come ingegnere progettista.
L'attività di estrazione mineraria richede diversi metodi di estrazione a seconda della mineralogia, della geologia e della localizzazione delle risorse. Caratteristiche come la durezza del minerale, la sua stratificazione e la sua accessibilità determineranno il metodo di estrazione.
Generalmente, l'estrazione mineraria è fatta in superficie o in sotterraneo. Essa può avvenire anche con operazioni sia in superficie sia sottoterra che hanno luogo sulla stessa riserva. L'attività mineraria varia in base a quale metodo è impiegato per rimuovere il minerale.

## Estrazione mineraria di superficie
L'estrazione di superficie comprende il 90% della produzione minerale mondiale. Chiamata anche coltivazione a cielo aperto, l'estrazione mineraria di superficie consiste nel rimuovere i minerali in formazioni che sono in posizione superficiale. Il recupero del minerale grezzo è fatto mediante rimozione del materiale dalla terra nel suo stato naturale. L'estrazione mineraria di superficie spesso altera le caratteristiche della terra, la forma, la topografia e la composizione geologica.
L'estrazione di superficie implica la creazione di scavi a cielo aperto, ossia dell'escavazione di minerali per mezzo di macchinari che tagliano, spaccano e rompono. Di solito si usano gli esplosivi per facilitare la rottura. I minerali duri come il calcare, la sabbia, la ghiaia e l'ardesia sono generalmente cavati mediante una serie di terrazzi detti gradoni.
L'estrazione (o coltivazione) a cielo aperto previo sbancamento è fatta su minerali più teneri come le argille e il fosfati, che sono rimossi attraverso l'uso di pale meccaniche, bulldozer cingolati e pale caricatrici anteriori. Anche i giacimenti più teneri di carbone possono essere estratti in questo modo.
Con la coltivazione di giacimenti alluvionali (in inglese placer mining), i minerali possono essere rimossi anche dal fondo di laghi, fiumi, torrenti e perfino dall'oceano attraverso l'estrazione mineraria subacquea mediante dragaggio. In aggiunta, l'estrazione mineraria in situ può essere fatta dalla superficie usando agenti solventi sul corpo minerale e recuperando il minerale grezzo mediante pompaggio (es. Zolfo). Il materiale pompato è poi messo a lisciviare per un ulteriore trattamento. L'estrazione mineraria o coltivazione idraulica è utilizzata in forma di getti d'acqua per lavare via o lo strato sterile o lo stesso minerale grezzo.
Per quanto riguarda la coltivazione dei giacimenti di idrocarburi e più in generale dei fluidi nel sottosuolo, le tecniche di estrazione sono diversificate a seconda del tipo trappola geologica e del tipo di fluido in essa contenuto.

## Processo minerario

### Abbattimento con gli esplosivi
In un processo di coltivazione mediante esplosivi, questi sono usati per disgregare la roccia e contribuire alla raccolta di minerale grezzo . La coltivazione mediante esplosivi utilizza il calore e l'immensa pressione degli esplosivi detonati per frantumare e fratturare una massa rocciosa. Il tipo di esplosivi usati nell'estrazione mineraria possono variare nella composizione e nelle proprietà di rendimento. L'ingegnere minerario è responsabile della selezione e della corretta collocazione di questi esplosivi, al fine di massimizzare efficienza e sicurezza. La coltivazione mediante esplosivi avviene in molte fasi del processo minerario, come lo sviluppo delle infrastrutture (gallerie e pozzi) o la produzione del minerale grezzo (coltivazione).

### Abbattimento senza esplosivi
In questo processo il minerale viene disgregato mediante l'uso di frese e tagliatrici. Queste macchine sono dotate di grossi tamburi o catene munite di denti in widia e macinano letteralmente la fronte di scavo. Il materiale abbattuto viene convogliato mediante nastri trasportatori ai punti di estrazione nel caso si lavori in sotterraneo, oppure a zone di stoccaggio. Minerali che possono essere estratti in questo modo sono ad esempio: carbone, salgemma, sali potassici etc.

## Scuole di ingegneria mineraria nel mondo
Un elenco parziale di università e scuole professionali nel mondo con un corso di studi in ingegneria mineraria e simili